# Johannes Jelgerhuis

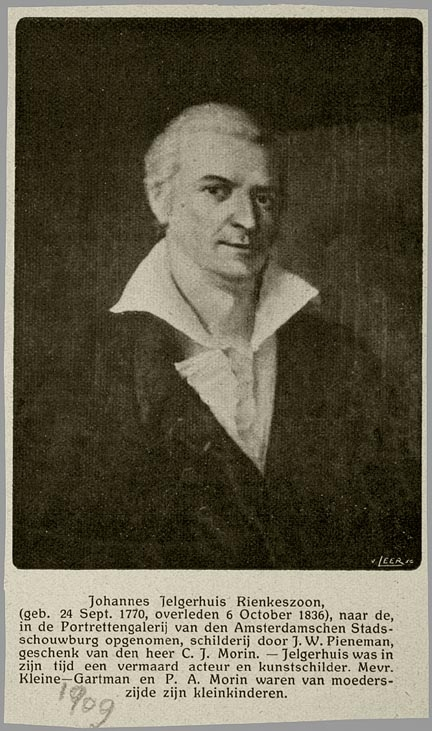
Ritratto di Johannes Jelgerhuis di Jan Willem Pieneman

Johannes Jelgerhuis (Leeuwarden, 1770 – Amsterdam, 6 ottobre 1836) è stato un pittore e attore teatrale olandese del XIX secolo attivo nel nord dei Paesi Bassi.

## Biografia
Fu allievo di suo padre Rienk Jelgerhuis e di Pieter Pietersz Barbiers. Dal 1808 divenne attore nello Teatro nazionale e scrisse un libretto di istruzioni illustrato per attori.  Nel 1820 iniziò a insegnare recitazione ad Amsterdam e invitò la sua ex collega Johanna Wattier a collaborare con lui.
Era noto anche per progettazione di interni e studi di architettura, con un buon occhio per la prospettiva.  Il suo dipinto dell'interno della libreria del suo editore è nella collezione del Rijksmuseum. Dipinse opere topografiche a Delft, Rotterdam, Gand e Amsterdam.

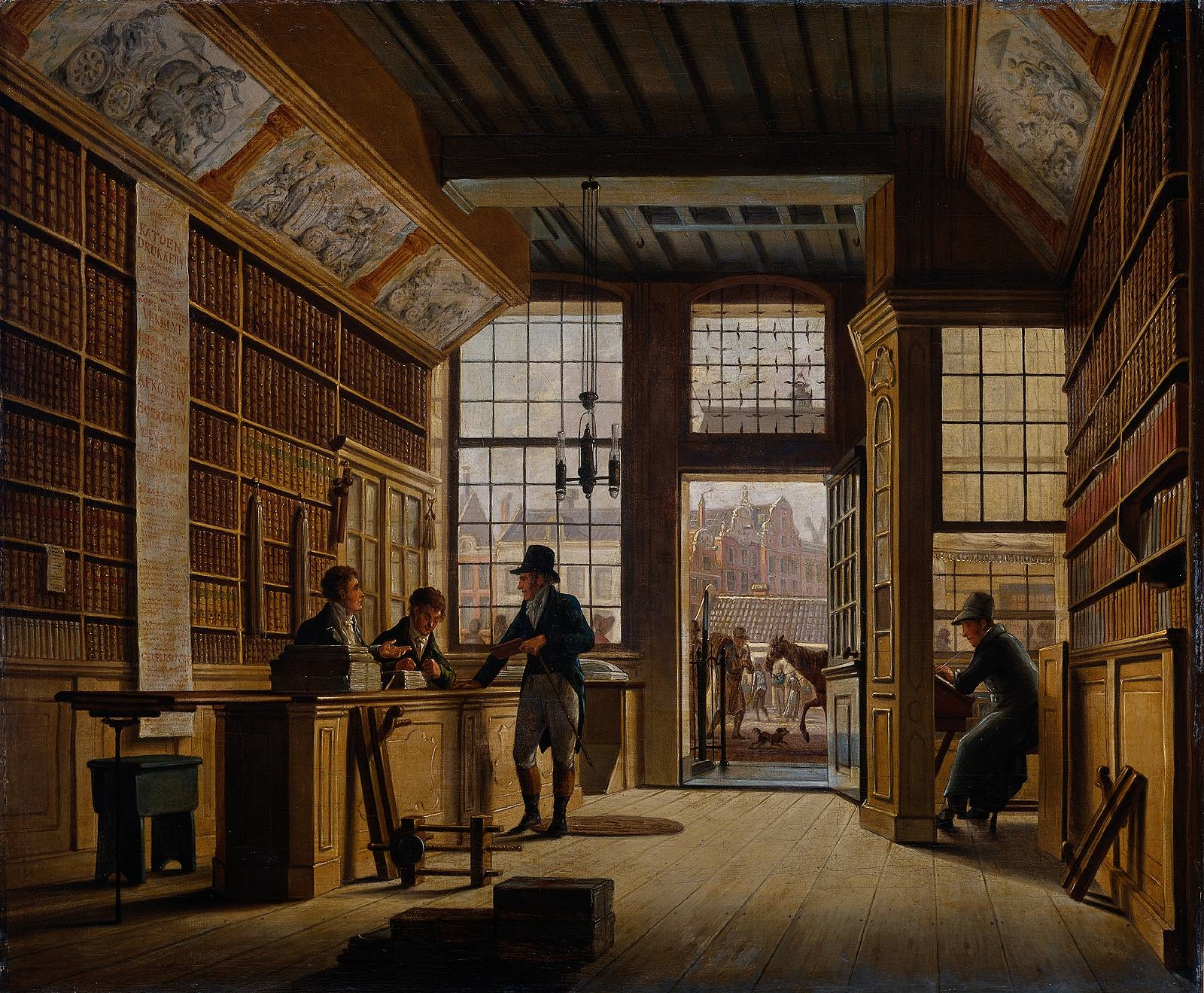
Interno della libreria del suo editore, 1820
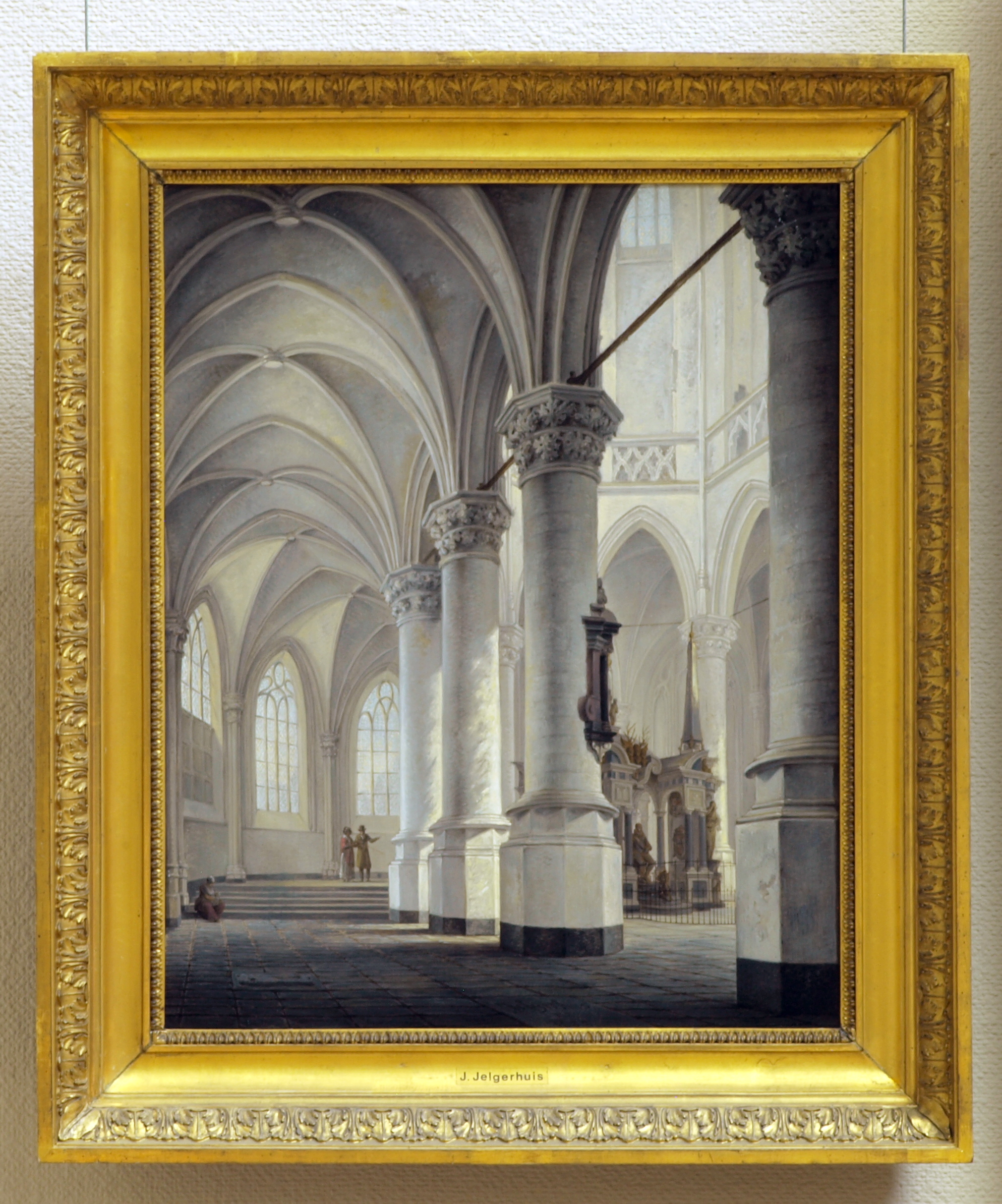
Una veduta della Chiesa Nuova (Delft) con la tomba di Guglielmo il Taciturno, collezione Museo Teylers